# جاغوار (حاسوب فائق)
جاغوار (بالإنجليزية: Jaguar)‏ هو حاسوب فائق بنته شركة كراي في مختبر أوك ردج الوطني للاستخدام في المشاريع العلمية المختلفة. جاغوار حاسوب متوازي هائل يبلغ ذروة أداءه إلى أكثر من 1.75 بيتا فلوب. ويملك 224,256 معالج AMD x86 بتقنية أبترون متعدد النواة. ويشغل بنظام لينكس مخصص يدعى يو إن آي سي أو إس. وكان يعمل بنظام كراي XT5 المطور من نظام Cray XT4

## وصلات خارجية
- Jaguar: The World's Most Powerful Computer